# Old Tjikko
Old Tjikko is een ongeveer 9.566 jaar oude fijnspar, die zich in de provincie Dalarna in Zweden bevindt. De boom bevindt zich op de berg Fulufjället. Old Tjikko werd oorspronkelijk beroemd als de "oudste boom ter wereld". Het is echter een genet die in de loop van duizenden jaren nieuwe stammen, takken en wortels heeft gevormd, en geen individuele boom van hoge leeftijd. Old Tjikko wordt beschouwd als de oudste nog levende fijnspar en de op drie na oudste bekende genet.
De leeftijd van de boom is bepaald door koolstofdatering van genetisch overeenkomend plantenmateriaal dat onder de boom werd verzameld. Dendrochronologie werkt namelijk niet bij gekloonde bomen. De stam zelf is naar schatting slechts een paar eeuwen oud, maar de plant als geheel heeft veel langer kunnen overleven dankzij afleggen of vegetatief klonen.